# Albrecht von Löwenstein-Schenkenberg

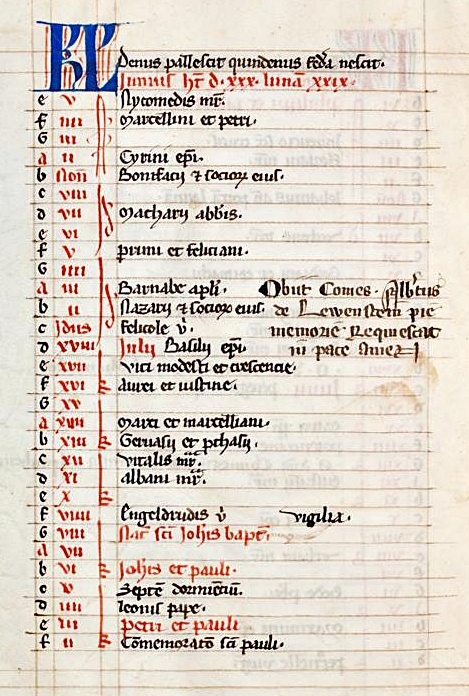
Kalenderblatt Juni, aus dem Psalter der Anna von Bolanden, mit Todesvermerk Albrechts von Löwenstein-Schenkenberg

Albrecht von Löwenstein-Schenkenberg, auch Albrecht I. von Löwenstein († 11. Juni 1304), war ab 1283 Graf von Löwenstein und Gründer (1288) der Stadt Murrhardt.

## Leben
Albrecht von Löwenstein-Schenkenberg war der älteste, uneheliche Sohn von Graf Rudolf von Habsburg und begleitete seinen Vater, inzwischen zum römisch-deutschen König gewählt, 1278 auf dessen Kriegszug gegen Ottokar. Seine mütterlichen Vorfahren waren wohl die Freiherren und Schenken von Schenkenberg mit Sitz auf Burg Schenkenberg im Kanton Aargau, in der Herrschaft Schenkenberg (siehe unter Literatur). Er heiratete als seine erste Ehefrau Mechthild von Württemberg (* vor 1264, † 24. Juni 1284), Tochter von Ulrich I. dem Stifter, Graf von Württemberg (1226–1265), und Mechthild von Baden (1225–1258).
Sein Vater König Rudolf I. erwarb am 15. August 1281 die Grafschaft Löwenstein vom Bischof von Würzburg, Berthold von Sternberg, und wandelte die Grafschaft in ein Reichslehen um. Er übergab dieses dann zusammen mit Burg Wolfsölden seinem erstgeborenen, unehelichen Sohn Albrecht von Schenkenberg. Ab 1283 nannte sich dieser Albrecht Graf von Löwenstein und nahm das Wappen der alten Grafen von Calw-Löwenstein an, den schreitenden Löwen auf einem Dreiberg. 1284 heiratete er als Witwer Luitgard von Bolanden und erwarb dadurch große Besitztümer am Rhein, wo er sich dann regelmäßig im Winter „wegen des milden Klimas“ aufhielt. Im Jahr 1291 erhielt er von seinem Vater auch die Burg Magenheim und die Stadt Bönnigheim. In einem Rechtsstreit, den Eberhard von Landau auf Grund von Erbansprüchen seiner Gemahlin wegen der Grafschaft Löwenstein gegen ihn führte, wurde von König Adolf von Nassau zu seinen Gunsten entschieden. 1298 kämpfte Albrecht I. von Löwenstein-Schenkenberg mit seinem jüngeren Halbbruder Albrecht von Habsburg in der Schlacht bei Göllheim. Der Sieg, der Tod Adolfs von Nassau und die darauffolgende Wahl Albrechts I. zum römisch-deutschen König stärkte ihm den Rücken. Albrecht von Löwenstein-Schenkenberg wurde als Vogt in der Klosterkirche des Klosters Murrhardt in der von ihm neu gewählten Familiengrablege im Ostchor „vor unserer frouwen altare“ bestattet.
Am 11. November 1301 schenkte seine Verwandte Euphemia Schenkin von Schenkenberg dem von König Rudolf I. von Habsburg gestifteten Dominikanerinnenkloster Tulln (Niederösterreich) – wo auch Albrechts Halbbruder, König Albrecht I. insgesamt neun Kinder, die unmittelbar nach der Geburt gestorben waren, in der Dreikönigskapelle bestatten ließ – zum Seelenheile ihres verstorbenen Gatten Wilhelm, ihrer Tochter Agnes und ihrer Enkelin Gertrud, beide Nonnen daselbst, einen Hof samt Zubehör sowie eine Pfenninggülte zu Tulln.
Albrechts Schwägerin, die Wormser Nonne Anna von Bolanden († 1320), hat seinen Todestag in ihrem Gebetbuch vermerkt, das sich heute als Codex Lichtenthal 37 in der Badischen Landesbibliothek in Karlsruhe befindet.

## Familie
Er war 2. verheiratet mit Luitgard von Bolanden, (2. ⚭ Rudolf IV. von Baden) und hatte die Kinder:
- Philipp von Löwenstein-Schenkenberg († vor 1310)⚭ Adelheid von Weinsberg
- Nikolaus von Löwenstein-Schenkenberg (* um 1300; † 13. März 1339, wurde neben seinem Vater im Kloster Murrhardt begraben) ⚭ Wiedburg von Wertheim; Ihre Söhne waren Albrecht II. von Löwenstein ⚭ Udelhild  von Werdenberg und Rudolf II von Löwenstein-Schenkenberg
- Rudolf von Löwenstein-Schenkenberg (* um 1298; † um 1332)
- Luitgard (Nonne im Kloster Lichtenstern)
- Ita (Nonne im Kloster Lichtenstern)
- Gerhard von Löwenstein-Schenkenberg (* um 1301; † 1325, Domherr in Speyer)
- Anna von Löwenstein-Schenkenberg ⚭ Ulrich II († 1341) Graf von Asperg und Beilstein
- Albrecht II. von Löwenstein-Schenkenberg († vor dem 25. April 1320 in Murrhardt)